# Патос (місто)
Патос (алб. Patosi) — це маленьке місто на південному заході Албанії. У місцевості, яка належить до області Фієр, приблизно 32,078 жителів (2005).
Це місце розвинулося під час Другої світової війни, перетворившись з маленького села в промислове місто, що вважається сьогодні одним з 15-ти найбільших міст країни. Патос — це центр албанського нафтовидобутку. Занепад промислового сектора в Албанії, після падіння комунізму в 1990-х, призвів до численних соціальних проблем у місті. Крім того, весь регіон страждає від забруднення довкілля промисловими відходами.
Недалеко від міста знаходиться старе іллірійське поселення Margelliç.
У місті базується футбольний клуб Албпетрол (Klubi Sportiv Albpetrol).